# ノニルフェノール
ノニルフェノールはアルキルフェノール類に分類される有機化合物。

## 合成
プロピレンの三重合体であるノネンとフェノールの合成によって得られる。

## 用途
ノニオン性界面活性剤の一種であるノニルフェノールエトキシレート（ノニルフェノールとエチレンオキシドを反応させると得られる）やゴム用老化防止剤、酸化防止剤のTNPP（Tris(nonylphenyl)phosphite）の原料として用いられる。

## 内分泌攪乱作用
1991年にタフツ大学のアナ・ソトーとカルロス・ソネンシャインが行った乳癌細胞を増殖させる実験中に、エストロゲンを投与しない試料にも異常増殖がみられた。
ヒト乳癌細胞のMCF-7はエストロゲンが存在するときのみ増殖する。MCF-7が増殖した理由は、弱いエストロゲン様作用を有するノニルフェノールが試験器具から溶出したためと指摘された。
イングランド南部にあるリー川において魚の雌雄両性個体がみられた。その原因を究明するため、ブルネル大学のジョン・サンプターとジョブリングは、
複数の河川の下水処理場下流域を中心に、ニジマス中のビテロジェニン濃度と河川水中のノニルフェノール濃度を測定した。
その結果、織物工場で羊毛の洗浄に用いられる洗剤に起因するノニルフェノールが原因の一つである可能性を指摘している。
またニジマスに3日間暴露するとエストラジオールの投与と同様のビテロジェニン遺伝子を発現した。